# Ebang-Laru jezici
Ebang-Laru jezici, malena podskupina kordofanskih jezika koja čini dio šire skupine ebang-logol. Govore se na području Sudana, a obuhvaća (2) jezika, viz.: heiban [hbn], 4.410 govornika (1984); laro [lro] 40.000 govornika (1998 local).
Skupinu Ebang-Logol čine s jezicima logol [lof] i malenom podskupinom Utoro s jezikom otoro [otr]

## Vanjske poveznice
- Ethnologue (14th)
- Ethnologue (15th)